# سیارک ۵۷۴۴
سیارک ۵۷۴۴ (به انگلیسی: 5744 Yorimasa، نامگذاری:1990XP) پنج هزار و هفتصد و چهل و چهارمین سیارک کشف شده‌است که در ۱۴ دسامبر ۱۹۹۰ کشف شد.
قدر مطلق سیارک برابر ۱۳٫۸۰ است.